# Edmonds (Washington)
Edmonds je grad u američkoj saveznoj državi Washington. Prema popisu stanovništva iz 2010. u njemu je živjelo 39.709 stanovnika.